# Eugene F. Fama
Eugene F. Fama (n. 14 februarie 1939, Boston, Massachusetts, SUA) este un economist american. Împreună cu Lars Peter Hansen și Robert J. Shiller a fost distins cu Premiul pentru Științe Economice în memoria lui Alfred Nobel 2013 „pentru analiza lor empirică a prețurilor activelor”. Fama a studiat la universitățile Tufts și Chicago.